# Медиальное ядро подушки таламуса
Медиальное ядро подушки таламуса, оно же срединное ядро подушки таламуса (лат. nucleus pulvinaris medialis, англ. medial pulvinar nucleus) — одно из четырёх традиционно анатомически выделяемых, наряду с нижним, латеральным (боковым), и передним ядрами, ядер подушки таламуса, или, иначе говоря, одно из четырёх так называемых пульвинарных ядер, или ядер пульвинара.

## Связи с другими областями мозга

### Афферентные связи
- Медиальное ядро подушки таламуса, так же как и её латеральное (боковое) и нижнее ядра, получает входящую информацию от верхних холмиков четверохолмия.[1][2].
- Медиальное ядро подушки таламуса также получает афферентную (входящую) информацию от целого ряда областей коры больших полушарий головного мозга, в частности, от поясной коры, задней париетальной коры, премоторной и префронтальной областей коры больших полушарий головного мозга, обрабатывает эту информацию, интегрирует её, ассоциирует и отправляет обратно в соответствующие области ассоциативной коры. Это является паттерном связей, характерным для ядер ретрансляции ассоциативной информации.[3]

### Эфферентные связи
- Медиальное (срединное) ядро подушки таламуса посылает эфферентную (исходящую) информацию в целый ряд областей коры больших полушарий головного мозга, в частности, в поясную кору, заднюю париетальную кору, премоторную и префронтальную области коры больших полушарий головного мозга, и получает от них реципрокную обратную связь. Это является паттерном связей, характерным для ядер ретрансляции ассоциативной информации.[3]

## Физиологические функции
- Медиальное ядро подушки таламуса, имея богатые нервные связи с такими важными ассоциативными областями коры больших полушарий головного мозга, как поясная кора, задняя париетальная кора, премоторная и префронтальная области коры, по-видимому, играет важную роль в интеграции и ассоциации различных видов сенсорной информации, поступающей от разных систем органов чувств, а также в интеграции и ассоциации сенсорной и моторной информации.[3]
- Кроме того, медиальное ядро подушки таламуса, получая, наряду с её латеральным (боковым) и нижним ядрами, входящую информацию от верхних холмиков четверохолмия, по-видимому, участвует, наряду с упомянутыми двумя ядрами подушки (латеральным и нижним), в генерации и поддержании саккадических и компенсирующих их антисаккадических движений глаз,[1][2] а также в регуляции зрительного внимания.[4][5]

## Клиническое значение
Повреждение медиального ядра подушки таламуса, так же как и повреждение её латерального (бокового) или нижнего ядер, может приводить к синдромам пренебрежения зрительными сигналами на стороне поражения, а также к нарушениям концентрации зрительного внимания.

## Дополнительные изображения

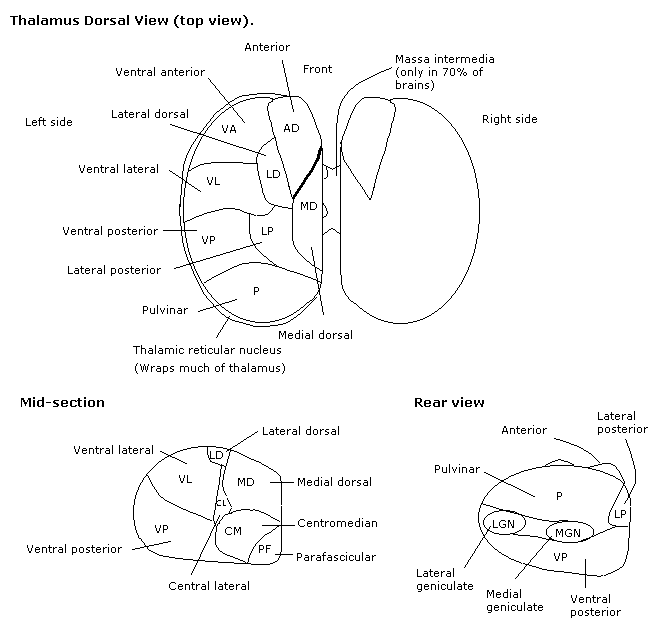
Таламус
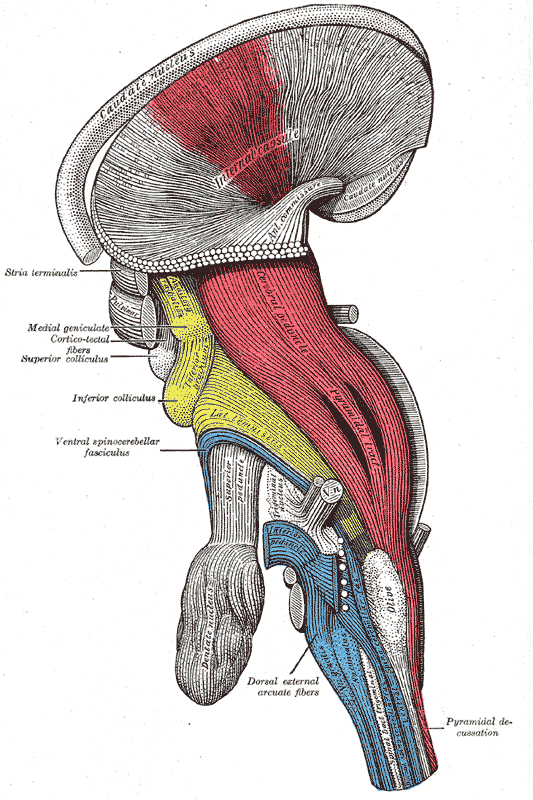
Глубокий разрез ствола головного мозга. Латеральный вид.
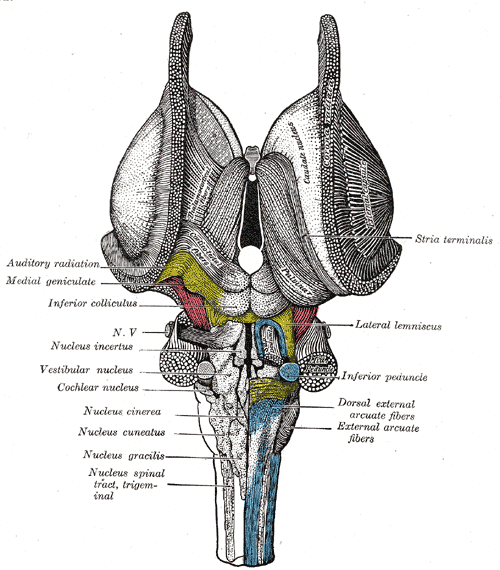
Глубокий разрез ствола головного мозга. Дорсальный вид.
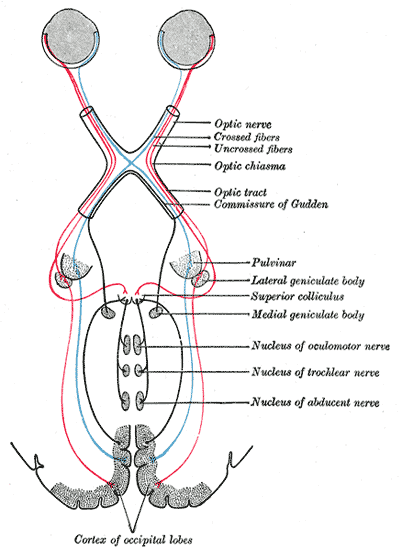
Схема, показывающая центральные соединения зрительных нервов и зрительные тракты.
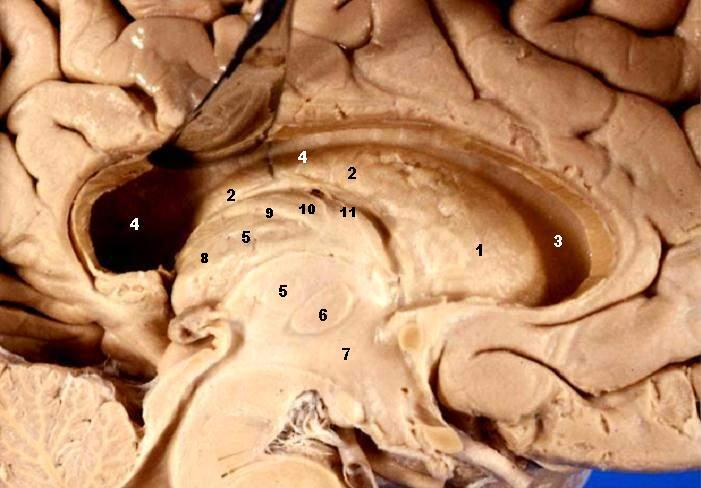
Головной мозг человека в средне-сагиттальном разрезе, вид слева.